# Retroterra solituda
Retroterra solituda är en snäckart som beskrevs av Alan Solem 1985. Retroterra solituda ingår i släktet Retroterra och familjen Camaenidae. Inga underarter finns listade i Catalogue of Life.